# Klaus Lichem
Klaus Lichem (* 22. April 1936) ist ein österreichischer Romanist.

## Leben und Wirken
Nach der Promotion zum Dr. phil. (Die Spuren des astrologischen Wortschatzes im Französischen) am 22. Juli 1960 und der Habilitation in Graz 1969 wurde er dort Professor für französische und italienische Sprachwissenschaft.

## Schriften (Auswahl)
- Phonetik und Phonologie des heutigen Italienisch. Berlin 1970, OCLC 19562947.
- mit Hans Joachim Simon (Hgg.): Studien zu Dante und zu anderen Themen der romanischen Literaturen. Festschrift für Rudolf Palgen zu seinem 75. Geburtstag. Graz 1971, OCLC 1087814248.
- mit Hans Joachim Simon (Hgg.): Hugo Schuchardt. Gotha 1842–Graz 1927. Schuchardt-Symposium 1977 in Graz. Vorträge und Aufsätze. Wien 1980, ISBN 3-7001-0360-3.
- mit Edith Mara und Susanne Knaller (Hgg.): Parallela 2. Aspetti della sintassi dell'italiano contemporaneo. Atti del 3° Incontro Italo-Austriaco di Linguisti a Graz, 28–31 maggio 1984. Tübingen 1986, ISBN 3-87808-285-1.